# Campionati del mondo di atletica leggera 2005 - 400 metri ostacoli maschili
La gara dei 400 metri ostacoli maschili dei Campionati del mondo di atletica leggera di Helsinki 2005 si è disputata nelle giornate del 6 agosto (batterie), 7 agosto (semifinali) e 9 agosto (finale).

## Podio
| Posizione | Atleta           | Paese       |
| --------- | ---------------- | ----------- |
| Oro       | Bershawn Jackson | Stati Uniti |
| Argento   | James Carter     | Stati Uniti |
| Bronzo    | Dai Tamesue      | Giappone    |

## Batterie

### Batteria 1
1. Kerron Clement,  Stati Uniti 48"98 Q
2. Danny McFarlane,  Giamaica 49"37 Q
3. Pieter de Villiers,  Sudafrica 49"81 Q
4. Yacnier Luis,  Cuba 49"96 Q
5. Christian Duma,  Germania 50"04 q
6. Ibrahim Maïga,  Mali 50"62
7. Kurt Couto,  Mozambico 52"04

### Batteria 2
1. Kemel Thompson,  Giamaica 49"33 Q
2. Naman Keïta,  Francia 49"58 Q
3. Gianni Carabelli,  Italia 49"87 Q
4. Kenji Narisako,  Giappone 49"87 Q
5. Ari-Pekka Lattu,  Finlandia 50"23 q
6. Mikael Jakobsson,  Svezia 50"35

### Batteria 3
1. Bershawn Jackson,  Stati Uniti 49"34 Q
2. Felix Sánchez,  Rep. Dominicana 49"47 Q
3. Yevgeniy Meleshenko,  Kazakistan 49"67 Q
4. Llewellyn Herbert,  Sudafrica 49"98 Q
5. Sergio Hierrezuelo,  Cuba 50"13 q
6. Eduardo Iván Rodríguez,  Spagna 50"22 q
7. Aleksey Pogorelov,  Kirghizistan 53"44

### Batteria 4
1. Periklīs Iakōvakīs,  Grecia 49"22 Q
2. L.J. van Zyl,  Sudafrica 49"35 Q
3. Rhys Williams,  Regno Unito 49"73 Q
4. Dean Griffiths,  Giamaica 49"79 Q
5. O'Neil Wright,  Liberia 50"90
  - Jirí Mužík,  Rep. Ceca dq

### Batteria 5
1. James Carter,  Grecia 49"05 Q
2. Dai Tamesue,  Giappone 49"17 Q
3. Bayano Kamani,  Panama 49"18 Q
4. Hadi Soua'an Al-Somaily,  Arabia Saudita 49"70 Q
5. Ákos Dezsö,  Ungheria 51"36
6. 'Aleki Toetu'u Sapoi,  Tonga 56"06
  - Edivaldo Monteiro,  Portogallo dnf

## Semifinali

### Batteria 1
1. James Carter,  Stati Uniti 47"78 Q
2. Bayano Kamani,  Panama 47"84 Q
3. Felix Sánchez,  Rep. Dominicana 48"24 q
4. Dai Tamesue,  Giappone 48"46 q
5. Pieter de Villiers,  Sudafrica 49"75
6. Dean Griffiths,  Giamaica 48"89
7. Eduardo Iván Rodríguez,  Spagna 49"97
8. Christian Duma,  Germania 50"25

### Batteria 2
1. L.J. van Zyl,  Sudafrica 48"16 Q
2. Kerron Clement,  Stati Uniti 48"49 Q
3. Kenji Narisako,  Giappone 49"00
4. Yevgeniy Meleshenko,  Kazakistan 49"22
5. Danny McFarlane,  Giamaica 49"41
6. Rhys Williams,  Regno Unito 49"67
7. Ari-Pekka Lattu,  Finlandia 49"81
  - Yacnier Luis,  Cuba dq

### Batteria 3
1. Bershawn Jackson,  Stati Uniti 48"19 Q
2. Naman Keïta,  Francia 48"60 Q
3. Kemel Thompson,  Giamaica 48"64
4. Hadi Soua'an Al-Somaily,  Arabia Saudita 49"09
5. Periklīs Iakōvakīs,  Grecia 49"28
6. Sergio Hierrezuelo,  Cuba 49"66
7. Gianni Carabelli,  Italia 49"77
8. Llewellyn Herbert,  Sudafrica 50"69

## Finale
1. Bershawn Jackson,  Stati Uniti 47"30
2. James Carter,  Stati Uniti 47"43
3. Dai Tamesue,  Giappone 48"10
4. Kerron Clement,  Stati Uniti 48"18
5. Naman Keïta,  Francia 48"28
6. L.J. van Zyl,  Sudafrica 48"54
7. Bayano Kamani,  Panama 50"18
  - Felix Sánchez,  Rep. Dominicana dnf